# Zadružna banka Doberdob in Sovodnje
Zadružna banka Doberdob in Sovodnje je bila bančna ustanova slovenske manjšine v Italiji. Njeni predhodnici Zadružna kreditna banka Doberdob in Zadružna kreditna banka Sovodnje ob Soči sta bili ustanovljeni leta 1908, enotna banka pa je nastala leta 1999. Banka, katere sedež je bil v Doberdobu, podružnic pa v Ronkah, Sovodnjah ob Soči in Štandrežu, so večinoma oskrbovale ozemlje tistih občin Goriške pokrajine, na katerih je naseljena slovenska manjšina, in sicer približno 1000 strank. Je bila pomemben dopolnilni element finančnih temeljev slovenske narodne skupnosti v Italiji, kjer prednjačita Zadružna kraška banka in finančna ustanova KB1909. Leta 2017 se je banka združila z Zadružno kraško banko.